# 나쁜 피 (시)
〈나쁜 피〉(프랑스어: "Mauvais Sang")는 1873년 아르튀르 랭보가 쓴 시이다. 지옥에서 보낸 한 철에 실려 발표되었다. 랭보는 폴 베를렌과 절연한 후 이 시를 썼다.
레오스 카락스의 동명의 영화 나쁜 피(Mauvais Sang)의 제목은 이 시에서 인용한 것이다.